# Hadroneura pullata
Hadroneura pullata är en tvåvingeart som först beskrevs av Daniel William Coquillett 1904.  Hadroneura pullata ingår i släktet Hadroneura och familjen svampmyggor.
Artens utbredningsområde är Kalifornien. Inga underarter finns listade i Catalogue of Life.